# Gran Hermano VIP
Gran Hermano VIP est une déclinaison espagnol de l'émission télévisée Big Brother. Les candidats sont des célébrités locales.
L'émission peut être comparée à Promi Big Brother, Grande Fratello VIP, Bigg Boss et Celebrity Big Brother UK.

## Présentation
Durant les deux premières saisons, c'est l'animateur Jesús Vázquez qui anime l'émission entre 2004 et 2005.
Plus de dix ans après la première saison, de 2015 à 2017 c'est Jordi González qui prend le relais.
Lors des 6e et 7e saison c'est Jorge Javier Vázquez qui anime l'émission.
Lors de la saison 8 c'est Marta Flich et Ion Aramendi qui présente l'émission.

## Déroulement des saisons
| Saison                       | Date de lancement | Date de la finale | Nombre de jours | Célébrités participantes | Vainqueur        | Gain      | Audience moyenne |
| ---------------------------- | ----------------- | ----------------- | --------------- | ------------------------ | ---------------- | --------- | ---------------- |
| Gran Hermano VIP: El Desafío | 22 janvier 2004   | 30 mars 2004      | 69              | 12                       | Marlène Mourreau | 60.000 €  | 4.29 millions    |
| Gran Hermano VIP 2           | 6 janvier 2005    | 17 mars 2005      | 71              | 13                       | Ivonne Armant    | 60.000 €  | 3.97 millions    |
| Gran Hermano VIP 3           | 11 janvier 2015   | 26 mars 2015      | 75              | 15                       | Belén Esteban    | 100.000 € | 3.99 millions    |
| Gran Hermano VIP 4           | 7 janvier 2016    | 14 avril 2016     | 99              | 18                       | Laura Matamoros  | 100.000 € | 2.94 millions    |
| Gran Hermano VIP 5           | 8 janvier 2017    | 13 avril 2017     | 96              | 15                       | Alyson Eckmann   | 100.000 € | 2.09 millions    |
| Gran Hermano VIP 6           | 13 septembre 2018 | 20 décembre 2018  | 99              | 16                       | Miriam Saavedra  | 100.000 € | 3.12 millions    |
| Gran Hermano VIP 7           | 11 septembre 2019 | 19 décembre 2019  | 100             | 16                       | Adara Molinero   | 100.000 € | 3.26 millions    |
| Gran Hermano VIP 8           | 14 septembre 2023 | 21 décembre 2023  | 100             | 19                       | Naomi Asensi     | 70.600€   | 0.96 millions    |

Légende :
- Vainqueur
- Deuxième place
- Troisième place
- Finaliste(s)
- En compétition
- Éliminé(e)
- Retour
- Abandon
- Exclusion
- Arrivé plus tard
- Invité(e)

### Saison 1 (2004)
L'émission est diffusée du 22 janvier au 30 mars 2004.
| Candidat         | Occupation                                    | Arrivée | Départ  | Statut    |
| ---------------- | --------------------------------------------- | ------- | ------- | --------- |
| Marlène Mourreau | Animatrice de télévision et actrice française | Jour 1  | Jour 69 | Vainqueur |
| Juan Camus       | Chanteur révélé par Operación Triunfo 1       | Jour 1  | Jour 69 | Deuxième  |
| Rody Aragón      | Comédien et clown cubain                      | Jour 1  | Jour 69 | Troisième |
| Rosa García Caro | Journaliste                                   | Jour 1  | Jour 69 | Quatrième |
| Carlos Orellana  | Mannequin et ancien époux de Rosario Flores   | Jour 1  | Jour 62 | Éliminé   |
| Marta López      | Candidate de Gran Hermano 2                   | Jour 1  | Jour 55 | Éliminée  |
| Flor Aguilar     | Journaliste                                   | Jour 1  | Jour 48 | Éliminé   |
| Coyote Dax       | Chanteur mexicain                             | Jour 1  | Jour 41 | Éliminé   |
| Íñigo González   | Candidat de Gran Hermano 1                    | Jour 1  | Jour 34 | Éliminé   |
| Fabio Testi      | Acteur italien                                | Jour 1  | Jour 27 | Éliminé   |
| Yolanda Mora     | Actrice                                       | Jour 1  | Jour 18 | Éliminée  |
| Ángela Carrasco  | Chanteuse dominicaine                         | Jour 1  | Jour 8  | Éliminée  |

- Iñigo a été en compétition dans Gran Hermano 1 du 32e au 67e jour, en 2000.
- Marta a été en compétition dans Gran Hermano 2 du 1er au 11e jour, en 2001.
- Marlène participera en 2005 à l'émission française Première Compagnie.

### Saison 2 (2005)
L'émission est diffusée du 6 janvier au 17 mars 2005.
| Candidat              | Occupation                                      | Arrivée | Départ  | Statut    |
| --------------------- | ----------------------------------------------- | ------- | ------- | --------- |
| Ivonne Armant         | Actrice mexicaine                               | Jour 1  | Jour 71 | Vainqueur |
| Brito Arceo           | Ancien footballeur                              | Jour 1  | Jour 71 | Deuxième  |
| Tontxu                | Chanteur                                        | Jour 22 | Jour 71 | Troisième |
| Rosario Mohedano      | Chanteuse et nièce de Rocío Jurado              | Jour 1  | Jour 67 | Éliminée  |
| Adans Peres           | Acrobate et ancien époux de Stéphanie de Monaco | Jour 1  | Jour 64 | Éliminé   |
| Isabel Pisano         | Journaliste et écrivaine                        | Jour 1  | Jour 57 | Éliminée  |
| Jacqueline Aguilera   | Miss Monde 1995 d'origine vénézuélienne         | Jour 1  | Jour 50 | Éliminée  |
| Lalo Maradona         | Footballeur argentin et frère de Diego Maradona | Jour 1  | Jour 43 | Éliminé   |
| King África           | Chanteur argentin                               | Jour 1  | Jour 36 | Éliminé   |
| Martín Pareja-Obregón | Torero                                          | Jour 1  | Jour 29 | Éliminé   |
| Adi Villaespesa       | Journaliste                                     | Jour 1  | Jour 22 | Éliminée  |
| Kiko Matamoros        | Agent de stars                                  | Jour 1  | Jour 16 | Abandon   |
| Lara Rodríguez        | Ancienne secrétaire de Carmina Ordóñez          | Jour 1  | Jour 15 | Éliminée  |

### Saison 3 (2015)
L'émission est diffusée du 11 janvier au 26 mars 2015, soit onze ans après la saison 1.
Kiko a été en couple avec Aurah de la saison 6.
| Candidat             | Occupation                              | Arrivée | Départ  | Statut    |
| -------------------- | --------------------------------------- | ------- | ------- | --------- |
| Belén Esteban        | Personnalité de télévision              | Jour 1  | Jour 75 | Vainqueur |
| Aguasantas Vilches   | Ancien beau-fils de Raquel Bollo        | Jour 1  | Jour 75 | Deuxième  |
| Coman Mitogo         | Vedette de télévision équatorienne      | Jour 1  | Jour 75 | Troisième |
| Fede Rebecchi        | Vedette de télévision italienne         | Jour 1  | Jour 74 | Éliminé   |
| Ángela Portero       | Journaliste et écrivaine                | Jour 26 | Jour 68 | Éliminée  |
| Chari Lojo           | Candidate de Gran Hermano 12            | Jour 26 | Jour 61 | Éliminée  |
| Ylenia Padilla       | Vedette de Gandía Shore                 | Jour 1  | Jour 54 | Éliminée  |
| Ares Teixidó         | Reporter et animateur de télévision     | Jour 1  | Jour 47 | Éliminé   |
| Israel Lancho        | Torero                                  | Jour 1  | Jour 40 | Éliminé   |
| Víctor Sandoval      | Journaliste                             | Jour 1  | Jour 33 | Éliminé   |
| Laura Cuevas         | Ancienne employée d'Isabel Pantoja      | Jour 1  | Jour 26 | Éliminée  |
| Kiko Rivera          | DJ et fils d'Isabel Pantoja et Paquirri | Jour 5  | Jour 21 | Abandon   |
| Sandro Rey           | Voyant et artiste musical               | Jour 1  | Jour 19 | Éliminé   |
| Olvido Hormigos      | Personnalité de télévision              | Jour 1  | Jour 12 | Éliminée  |
| José et Juan Salazar | Membre du groupe musical Los Chunguitos | Jour 1  | Jour 5  | Exclus    |

- Chari a participé entre 2010 et 2011 à la 12e saison de Gran Hermano, ou elle a été en compétition du 1er au 75e jour, et du 82e au 89e.

### Saison 4 (2016)
L'émission a été diffusée du 7 janvier au 14 avril 2016.
- Rosa Benito est la mère de Rosario Mohedano de la saison 2.
- Laura Matamoros est la fille de Kiko Matamoro.
- Javier Tudela est le beau-frère de Laura Matamoros.
- Raquel est l'ancienne belle-mère de Aguasantas Vilches de la saison 3.

| Candidat             | Occupation                                        | Arrivée | Départ  | Statut    |
| -------------------- | ------------------------------------------------- | ------- | ------- | --------- |
| Laura Matamoros      | Fille de Kiko Matamoros                           | Jour 1  | Jour 99 | Vainqueur |
| Carlos Lozano        | Présentateur de télévision                        | Jour 1  | Jour 99 | Deuxième  |
| Rappel               | Voyant                                            | Jour 1  | Jour 92 | Éliminé   |
| Laura Campos         | Gagnante de Gran Hermano 12                       | Jour 64 | Jour 92 | Éliminée  |
| Dani Santos          | Candidate de Gran Hermano 12+1                    | Jour 64 | Jour 85 | Éliminé   |
| Alejandro Nieto      | Mister Espagne 2015                               | Jour 1  | Jour 83 | Abandon   |
| Francisco Nicolás    | Criminel                                          | Jour 50 | Jour 78 | Éliminé   |
| Francisco Nicolás    | Criminel                                          | Jour 1  | Jour 15 | Éliminé   |
| Raquel Bollo         | Personnalité de télévision                        | Jour 1  | Jour 71 | Éliminée  |
| Charlotte Caniggia   | Jet setteuse argentine, fille de Claudio Caniggia | Jour 22 | Jour 64 | Éliminée  |
| Sema García          | Personnalité médiatique                           | Jour 1  | Jour 57 | Éliminé   |
| Belén Roca           | Vedette de télévision                             | Jour 1  | Jour 56 | Abandon   |
| Julián Contreras Jr. | Fils de Carmina Ordóñez                           | Jour 1  | Jour 53 | Abandon   |
| Rosa Benito          | Personnalité de télévision                        | Jour 1  | Jour 50 | Éliminée  |
| Liz Emiliano         | Candidate de Gran Hermano 10                      | Jour 1  | Jour 43 | Éliminée  |
| Javier Tudela        | Acteur, fils de Makoke                            | Jour 1  | Jour 36 | Éliminé   |
| Lucía Hoyos          | Actrice et mannequin                              | Jour 1  | Jour 29 | Éliminée  |
| Julius               | Chef et présentateur de télévision                | Jour 1  | Jour 22 | Éliminé   |
| Carmen López         | Femme politique                                   | Jour 1  | Jour 9  | Abandon   |

- Laura C. a remporté la 12e saison de Gran Hermano. Elle a été en compétition du 1er au 145e jours. C'est la même saison que Chari de la saison 3.
- Dani a été finaliste de la 13e saison de Gran Hermano (saison 12+1 en Espagne). Il a été en compétition du 43e au 131e jours.
- Charlotte a participé en 2015 à L'isola dei famosi, et à trois saisons de Bailando por un Sueno en Argentine: en 2012, 2016 et 2019 (au côté notamment d'Evander Holyfield en 2016, candidat de Celebrity Big Brother UK).
- Liz a été candidate de la 10e saison de Gran Hermano. Elle a été en compétition du 31e au 117e jours.

### Saison 5 (2017)
L'émission est diffusée du 8 janvier au 13 avril 2017.
| Candidat            | Occupation                                      | Arrivée | Départ  | Statut    |
| ------------------- | ----------------------------------------------- | ------- | ------- | --------- |
| Alyson Eckmann      | Animatrice de télévision et radio américaine    | Jour 1  | Jour 96 | Vainqueur |
| Daniela Blume       | Sexologue et animatrice de radio                | Jour 1  | Jour 96 | Deuxième  |
| Irma Soriano        | Animatrice de télévision                        | Jour 1  | Jour 92 | Troisième |
| Elettra Lamborghini | Vedette italienne de Super Shore                | Jour 1  | Jour 89 | Éliminée  |
| Emma Ozores         | Actrice                                         | Jour 1  | Jour 89 | Éliminée  |
| Marco Ferri         | Vedette de télévision italien                   | Jour 1  | Jour 82 | Éliminée  |
| Aylén Milla         | Blogueuse et vedette de télévision argentine    | Jour 50 | Jour 75 | Éliminée  |
| Aída Nízar          | Candidate de Gran Hermano 5                     | Jour 47 | Jour 68 | Éliminée  |
| Aída Nízar          | Candidate de Gran Hermano 5                     | Jour 19 | Jour 33 | Éliminée  |
| Ivonne Reyes        | Actrice et mannequin                            | Jour 1  | Jour 61 | Éliminée  |
| Sergio Ayala        | Homme politique du Parti populaire et mannequin | Jour 1  | Jour 54 | Éliminé   |
| Alejandro Abad      | Producteur de musique et chanteur               | Jour 1  | Jour 47 | Éliminée  |
| Aless Gibaja        | Personnalité de YouTube                         | Jour 1  | Jour 40 | Éliminé   |
| Alonso Caparrós     | Animateur de télévision                         | Jour 1  | Jour 26 | Éliminé   |
| Tutto Durán         | Chanteur et vitrier                             | Jour 1  | Jour 19 | Éliminée  |
| Toño Sanchís        | Agent de stars et chanteur                      | Jour 1  | Jour 12 | Éliminé   |

- Aída a été en compétition durant les 12 premiers jours de Gran Hermano 5, en 2003. En 2011 elle participe à Supervivientes: Perdidos en Honduras.

### Saison 6 (2018)
L'émission est diffusée du 13 septembre 2018 au 20 décembre 2018.
- Aurah a été en couple avec Kiko de la saison 3[1].
- Jesé Rodriguez, l’attaquant du PSG, aurait voté des centaines fois pour faire éliminer son ancienne compagne Aurah Ruíz[2].

| Candidat                   | Occupation                                                  | Arrivée | Départ  | Statut    |
| -------------------------- | ----------------------------------------------------------- | ------- | ------- | --------- |
| Miriam Saavedra            | Ex de Carlos Lozano                                         | Jour 4  | Jour 99 | Vainqueur |
| Suso Álvarez               | Candidat de Gran Hermano 16                                 | Jour 1  | Jour 99 | Deuxième  |
| El Koala                   | Musicien                                                    | Jour 1  | Jour 99 | Troisième |
| Asraf Beno                 | Gagnant de Mister Universo Mundial 2018                     | Jour 1  | Jour 92 | Éliminé   |
| Mónica Hoyos               | Actrice et animatrice de télévision péruvienne              | Jour 1  | Jour 85 | Éliminée  |
| Tony Spina                 | Vedette de télévision italien                               | Jour 1  | Jour 78 | Éliminé   |
| Aurah Ruiz                 | Participante de Mujeres y hombres y viceversa et ex de Jesé | Jour 1  | Jour 71 | Éliminée  |
| Makoke                     | Mannequin et ex-femme de Kiko Matamoros                     | Jour 1  | Jour 64 | Éliminée  |
| Ángel Garó                 | Acteur et comédien                                          | Jour 1  | Jour 57 | Éliminé   |
| Estefanía Unzu "Verdeliss" | Personnalité YouTube                                        | Jour 1  | Jour 50 | Éliminée  |
| Darek                      | Mannequin polonais                                          | Jour 1  | Jour 43 | Éliminé   |
| Techi                      | Personnalité de télévision                                  | Jour 1  | Jour 36 | Éliminé   |
| Omar Montes                | Chanteur et ex de Isa Pantoja                               | Jour 15 | Jour 29 | Éliminé   |
| Aramís Fuster              | Sorcière                                                    | Jour 1  | Jour 22 | Éliminé   |
| Isa Pantoja                | Fille d'Isabel Pantoja                                      | Jour 1  | Jour 15 | Éliminée  |
| Oriana Marzoli             | Vedette de télévision vénézuélienne                         | Jour 1  | Jour 3  | Abandon   |

- Suso a été en compétition durant les 68 premiers jours de Gran Hermano 16 en 2015. En 2016 il participe à Supervivientes: Perdidos en Honduras et est éliminé avant la finale.
- Isa est la sœur de Kiko de la saison 3.
- Omar est l'ancien compagnon d'Isa. Il arrive le 15e jours, alors qu'Isa est éliminée ce même jour.

### Saison 7 (2019)
L'émission est diffusée entre le 11 septembre 2019 et le 19 décembre 2019. 
C’est la saison la plus longue de l’histoire de l’émission. 
| Candidat                | Occupation                                                     | Entrée jour | Sortie jour | Statut    |
| ----------------------- | -------------------------------------------------------------- | ----------- | ----------- | --------- |
| Adara Molinero          | Participante de Gran Hermano 17                                | 1           | 100         | Vainqueur |
| Alba Carrillo           | Mannequin et animatrice de télévision                          | 1           | 100         | Deuxième  |
| Mila Ximénez            | Journaliste et ancienne femme de Manolo Santana                | 1           | 100         | Troisième |
| Noemí Salazar           | Vedette de Los Gipsy Kings                                     | 1           | 93          | Éliminée  |
| Estela Grande           | Mannequin et influenceuse                                      | 1           | 86          | Éliminée  |
| Antonio David Flores    | Personnalité de télévision et ancien beau-fils de Rocío Jurado | 1           | 79          | Éliminé   |
| Hugo Castejón           | Chanteur, ex de Marta Sánchez                                  | 47          | 72          | Éliminé   |
| Hugo Castejón           | Chanteur, ex de Marta Sánchez                                  | 1           | 16          | Éliminé   |
| Maestro Joao            | Personnalité de télévision et voyant                           | 1           | 65          | Éliminé   |
| Gianmarco Onestini      | Vedette de télévision italienne                                | 1           | 58          | Éliminé   |
| Pol Badía               | Participant de Gran Hermano 17                                 | 28          | 51          | Éliminé   |
| Diego Arroba "El Cejas" | Personnalité d'Internet                                        | 47          | 51          | Éliminé   |
| Diego Arroba "El Cejas" | Personnalité d'Internet                                        | 1           | 44          | Éliminé   |
| Irene Junquera          | Journaliste sportif                                            | 1           | 37          | Éliminée  |
| Kiko Jiménez            | Vedette de télévision dont Mujeres y hombres y viceversa       | 47          | 49          | Éliminé   |
| Kiko Jiménez            | Vedette de télévision dont Mujeres y hombres y viceversa       | 1           | 30          | Éliminé   |
| Dinio                   | Personnalité de télévision cubaine                             | 1           | 23          | Éliminé   |
| Nuria MH                | Danseuse et ex de Omar Montes                                  | 1           | 14          | Exclue    |
| Anabel Pantoja          | Chroniqueuse de télévision et nièce d'Isabel Pantoja           | 1           | 9           | Éliminée  |

- Adara était en compétition durant les 85 premiers jours de Gran Hermano en 2016. Durant la même saison qu'Alain Rochette, candidat par la suite de Secret Story 11 en 2017.
- Gianmarco était en compétition durant les 64 jours de la 16e saison de Grande Fratello en 2019.
- Pol était en compétition durant les 57 premiers jours de Gran Hermano en 2016. Donc, durant la même saison qu'Alain Rochette, candidat par la suite de Secret Story 11 en 2017, et qu’Adara.

### Saison 8 (2023)
La saison 8 a été diffusée du 14 septembre au 21 décembre 2023. 
| Candidat            | Occupation                                                    | Entrée jour | Sortie jour | Résultat  |
| ------------------- | ------------------------------------------------------------- | ----------- | ----------- | --------- |
| Naomi Asensi        | Vedette de télévision                                         | 32          | 99          | Vainqueur |
| Luitingo            | Chanteur                                                      | 57          | 99          | Deuxième  |
| Luitingo            | Chanteur                                                      | 1           | 43          | Deuxième  |
| Albert Infante      | Participant de Got Talent 7                                   | 57          | 99          | Troisième |
| Albert Infante      | Participant de Got Talent 7                                   | 1           | 36          | Troisième |
| Laura Bozzo         | Animatrice de talk show péruvienne                            | 1           | 98          | Éliminée  |
| Michael Terlizzi    | Vedette de télévision italienne révélé par Grande Fratello 16 | 1           | 95          | Éliminé   |
| Carmen Alcayde      | Présentatrice et chroniqueuse de télévision                   | 1           | 92          | Éliminée  |
| Pilar Llori         | Vedette de télévision                                         | 57          | 89          | Éliminée  |
| Pilar Llori         | Vedette de télévision                                         | 1           | 27          | Éliminée  |
| Jessica Bueno       | Mannequin                                                     | 1           | 78          | Éliminée  |
| Zeus Montiel        | Fils de Sara Montiel                                          | 1           | 71          | Éliminé   |
| Susana Bianca       | Mannequin                                                     | 36          | 64          | Éliminée  |
| Susana Bianca       | Mannequin                                                     | 1           | 36          | Éliminée  |
| José Antonio Avilés | Journaliste                                                   | 32          | 57          | Éliminé   |
| Marta Castro        | Ancienne femme de Fonsi Nieto                                 | 1           | 50          | Éliminée  |
| Gustavo Guillermo   | Chauffeur de María Teresa Campos                              | 1           | 49          | Exclu     |
| Álex Caniggia       | Fille de Claudio Caniggia                                     | 1           | 49          | Exclue    |
| Javier Fernández    | Champion de patinage artistique                               | 8           | 49          | Abandon   |
| Yiya del Guillén    | Vedette de télévision                                         | 32          | 39          | Invitée   |
| Karina              | Chanteuse                                                     | 1           | 25          | Abandon   |
| Sol Macaluso        | Journaliste argentine                                         | 1           | 22          | Éliminée  |
| Oriana Marzoli      | Vedette de télévision vénézuélienne                           | 1           | 16          | Abandon   |
| Luca Dazi           | TikTokeur italien et participant de MasterChef 11             | 1           | 15          | Éliminé   |
| Pedro García Aguado | Champion Olympique de water polo                              | 1           | 8           | Invité    |